# Jinping (köpinghuvudort i Kina, Jiangsu Sheng, lat 34,52, long 119,12)
Jinping är en köpinghuvudort i Kina. Den ligger i provinsen Jiangsu, i den östra delen av landet, omkring 270 kilometer norr om provinshuvudstaden Nanjing. Antalet invånare är 28 207. Befolkningen består av 13 796 kvinnor och 1 441 män. Barn under 15 år utgör 15,0 %, vuxna 15-64 år 73 %, och äldre över 65 år 11,0 %.
Runt Jinping är det tätbefolkat, med 613 invånare per kvadratkilometer. Närmaste större samhälle är Xinpu, 10,0 km norr om Jinping. Trakten runt Jinping består till största delen av jordbruksmark.
Genomsnittlig årsnederbörd är 1 072 millimeter. Den regnigaste månaden är juli, med i genomsnitt 287 mm nederbörd, och den torraste är januari, med 12 mm nederbörd.